# Nishimura Sho
Nishimura Sho (sinh ngày 7 tháng 6 năm 2001) là một cầu thủ bóng đá người Nhật Bản.

## Sự nghiệp câu lạc bộ
Nishimura Sho hiện đang chơi cho Gamba Osaka.